# M39
M39 (NGC 7092) е разсеян звезден куп, разположен по посока на съзвездието Лебед. Открит е от Шарл Месие през 1764 г.
Купът съдържа около 30 звезди, разпрострени на 30 св.г. диаметър, отдалечени на 825 св.г. от Земята. Най-ярката звезда, от спектрален клас A0, е с видима звездна величина +6.83. Повечето от звездите на купа са от главната последователност на Х-Р диаграмата, като някои от тях са на границата на преминаването към стадия червен гигант.